# 식물줄기세포연구원
식물줄기세포연구원(PSCI : Plant Stem Cell Institute)은 식물줄기세포(plant stem cell, cambial meristematic cell)의 소재개발, 공정개발, 화합물연구, 생리활성, 분자유전, 특허, 연구지원을 중심으로 연구를 진행하고 있다.   식물줄기세포연구원은 각 분야의 전문가들이 참여한 연구 자문 위원회를 구성하였으며, 학계, 산업계에서 최고의 파트너들과 공동연구/위탁연구개발에 매진하고 있다.

## 연구 및 개발

### 연구업적
- 세계 최초 식물줄기세포 배양기술
- 국내외 특허출원 및 등록
- 네이처바이오테크놀로지 (Nature Biotechnology) 표지논문 게재 : 식물줄기세포연구원은 2006년 세계적인 생명공학 연구기관인 에딘버러 대학교의 세포분자 식물생물학 연구소와 공동연구를 시작하여 식물줄기세포의 유전적 특성을 발견하는 데 성공하였고  이 연구결과는 세계적 과학저널인 <네이처 바이오테크놀로지> 2010년 11월호에 표지논문으로 실리면서 그 공신력을 인정 받았다.[1]
- 2011년 12월 식물줄기세포 분리.배양 원천기술 대한민국 기술대상 수여
- 2013년 11월 지식경영인대상 수여
- 식물줄기세포 기준 정립 - 2017년 세계최초 식물줄기세포 분리.배양기술로 구분되지 않았던 식물줄기세포와 캘러스 기준을 정립하는데 해당논문의 내용을 그대로 인용하였다. - 식품의약안전처 식물줄기세포 허위과대광고기준- 등록번호 안내서-1009-01
  - 모든 '캘러스(Callus)'가 미분화세포라고 할 수 없는 바, 캘러스를 줄기세포라고 할 수 없으며, '~캘러스배양추출물'을 '스템셀(줄기세포)배양추출물'로 표시.광고하는 것은 관계 법령에 저촉되는 사항임"[2]

## 사업화
- 2010년 식물줄기세포 분리.배양 기술로 식물줄기세포 분야 사업화 방향 제시로 이후 식물줄기세포를 명명한 화장품이 출시되었다.
- 그러나 많은 기업에서 식물줄기세포의 사업성을 이용한 식물줄기세포를 함유하지 않은 유사 식물줄기세포화장품을 출시하여 소비자에게 피해를 주고있다.
- 50년 이상된 산삼의 줄기세포를 통해 산삼줄기세포를 분리배양하여 산삼의 중요한 성분 "희귀진세노사이드"을 함유한 식품.화장품 개발하였다.
- 주목줄기세포 주목의 특성을 이용한 피부트러블 화장품 개발
- 기타 주요 식물연구

## 연혁
- 2005년 4월 식물줄기세포 연구 시작
- 2007년 식물줄기세포연구원 신사옥 이전
- 2010년 11월 네이처바이오테크놀로지 표지논문 게재 : 식물줄기세포 분리배양 기술

## 같이 보기
1. Lee, E.K., Jin Y.W., et al. Cultured cambial meristematic cells as a source of plant natural products. Nature Biotechnology 2010, 28,1213–1217 ; PDF[깨진 링크(과거 내용 찾기)]
2. Roberts, S., Kolewe, M. Plant natural products from cultured multipotent cells. Nature Biotechnology 2010, 28, 1175-1176 ; PDF